# World Doctors Orchestra
La World Doctors Orchestra (WDO, "World Doctors Orchestra" en alemán) es una orquesta fundada por el médico Stefan Willich en la Charité de Berlín en 2007, formada únicamente por médicos. Como organización sin fines de lucro, la orquesta se ha fijado el objetivo de conectar la música con la responsabilidad social y médica global.
El primer concierto con 80 médicos de todo el mundo tuvo lugar en mayo de 2008 en la sala de música de cámara de la Filarmónica de Berlín.
Las ganancias de los conciertos, que suelen viajar por su cuenta alrededor de 100 médicos de todo el mundo, se utilizan para apoyar proyectos no solo médicos, sino también sociales y culturales.
En octubre de 2017, la orquesta actuó con Lluis Claret en Barcelona y Girona.
Entonces, p. Por ejemplo, la organización médica israelí Save a Child’s Heart recibió apoyo a través de los conciertos en Jerusalén y Tel Aviv en febrero de 2019. Las ganancias del concierto en la isla caribeña de Anguila en enero de 2022 se utilizarán a sugerencia del gobierno local y de la música Emily Bear para proyectos musicales en las escuelas de la isla, que fue duramente golpeada por el huracán Irma en 2017. Fue la primera orquesta en dar un concierto en la isla.
Según sus propias declaraciones, los últimos conciertos de 2021 en Dortmund/Bonn, Lodon y Frankfurt/Koblenz recaudaron un total de casi 250.000 euros. Dame Evelyn Glennie había actuado con la orquesta en los conciertos de Londres.
Para abril de 2022, la WDO había dado más de 30 conciertos en todo el mundo, que también recibieron cobertura de la prensa mundial. El director Zubin Mehta es miembro honorario del Patronato.